# Pallywood
Pallywood (um amálgama de "Palestina" e "Hollywood") é uma campanha de desinformação usada para acusar falsamente os palestinos de forjarem sofrimento e mortes de civis durante o conflito com Israel. O termo entrou em circulação após o assassinato de Muhammad al-Durrah em 2000 durante a Segunda Intifada, envolvendo questionamentos sobre a veracidade de evidências fotográficas. Comentaristas israelenses têm usado o termo para rejeitar vídeos que mostram violência israelense ou para negar o sofrimento palestino. Durante a guerra Israel-Hamas, o termo foi usado para desvalorizar o sofrimento palestino, como a alegação de que bebês palestinos mortos são bonecos falsos, e foi descrito por alguns autores como uma teoria da conspiração. O termo tem sido usado como uma ferramenta de propaganda e desinformação por funcionários do governo israelense.

## Origem
O termo foi cunhado e divulgado em parte por Richard Landes, como resultado de um documentário online produzido por ele em 2005, intitulado Pallywood: According to Palestinian Sources, no qual alega casos específicos de manipulação midiática. A jornalista Ruthie Blum descreve "Pallywood" como um termo cunhado por Landes para se referir a "produções encenadas pelos palestinos, diante de (e frequentemente com a cooperação de) equipes de filmagem ocidentais, com o propósito de promover propaganda anti-Israel, disfarçando-a de notícia". O próprio Landes descreve Pallywood como ""um termo que cunhei... para descrever material encenado disfarçado de notícia".
Em Pallywood: According to Palestinian Sources, Landes foca especialmente no assassinato amplamente divulgado de Muhammad al-Durrah, um menino palestino de 12 anos morto por tiros (amplamente relatados como sendo de origem israelense) na Faixa de Gaza em 30 de setembro de 2000 no início da Segunda Intifada. Sua morte foi filmada por um cinegrafista freelancer palestino e exibida no canal de televisão France 2. Landes questiona a autenticidade das imagens e contesta se al-Durrah foi realmente morto, argumentando que todo o incidente foi encenado pelos palestinos. Landes e defensores pró-Israel argumentam que o governo israelense não é suficientemente firme ao rebater as versões palestinas dos acontecimentos no conflito israelo-palestiniano.
Além do assassinato de al-Durrah, Landes cita a explosão na praia de Gaza [en] e a suposta exploração, por parte do Hamas, da escassez de eletricidade durante o conflito entre Israel e Gaza de 2007–2008 como exemplos de Pallywood.

## Uso subsequente
David Frum alegou que fotos tiradas durante a guerra de Gaza de 2014, que mostravam dois irmãos chorando e com camisetas ensanguentadas após carregarem o corpo do pai morto, haviam sido forjadas. As fotos, que foram publicadas pela Reuters, The New York Times e Associated Press, foram alvo de críticas por parte de um blogueiro pró-Israel. Frum voltou atrás na sua acusação e pediu desculpas ao fotógrafo do New York Times, Sergey Ponomarev, após uma extensa desmistificação por Michael Shaw, mas justificou o seu "ceticismo", citando outras alegações relacionadas ao “Pallywood”.
Após a assassinato de dois adolescentes palestinos em Beitunia [en], Michael Oren e um porta-voz do exército israelense argumentaram que o vídeo de uma câmera de segurança havia sido manipulado e que os adolescentes apenas fingiram ter sido atingidos — uma visão alinhada ao conceito de Pallywood, mas que foi contrariada tanto pelas próprias gravações quanto pela investigação oficial, que descobriu má conduta por parte de um agente da Polícia de Fronteira, o qual foi levado a julgamento por suas ações.
Anat Berko, pesquisadora do think tank conservador israelense Instituto Internacional de Investigação sobre o Terrorismo, e Edna Erez, chefe do departamento de justiça criminal da Universidade de Illinois em Chicago, afirmaram que "o fenômeno da fabricação de registros sobre o conflito tem sido chamado de 'Pallywood' (Hollywood da Autoridade Palestina). O Mackenzie Institute [en], um think tank conservador canadense voltado para defesa e segurança, argumentou que, dado "um longo histórico de encenações diante das câmeras... o cínico apelido 'Pallywood', dado por jornalistas que já foram enganados pelos serviços de notícias da [Autoridade Palestina], torna-se compreensível."

### Guerra Israel-Hamas
Durante a guerra Israel-Hamas, teorias da conspiração envolvendo influenciadores online zombando das vítimas e alegando que os palestinos estariam usando "atores de crise [en]" se tornaram virais nas redes sociais, frequentemente fazendo uso do termo "Pallywood". A conta oficial de Israel no Twitter de colocarem pessoas vivas em sacos mortuários, antes de deletar a publicação, enquanto o AIPAC promoveu conteúdo semelhante. Muitos dos vídeos mais virais usados para “provar” a existência de atores de crise foram desmentidos. O uso do termo frequentemente resulta em discurso de ódio contra muçulmanos e tornou-se especialmente popular após o anúncio de Israel de que aumentaria os bombardeios aéreos sobre Gaza.
Em novembro de 2023, o diplomata israelense Ofir Gendelman divulgou um trecho de um curta-metragem libanês, alegando que se tratava de uma prova de que os palestinos estavam falsificando vídeos, e classificando-o como um exemplo de “Pallywood”.

## Criticismo
Ruthie Blum afirma que as alegações de Richard Landes, consideradas bastante severas, levaram a que ele fosse rotulado como um teórico da conspiração de direita em certos círculos. Críticos argumentam que a linguagem de Landes, que aparentemente favorece Israel, apresenta características comumente associadas a teorias da conspiração.
Em 2014, Larry Derfner descreveu Pallywood na +972 Magazine como como “um insulto étnico particularmente repulsivo”. Em 2018, Eyal Weizman, cujo trabalho com a Forensic Architecture foi chamado de “Pallywood” em Israel, respondeu que "a última linha de defesa desses canalhas é chamar de ‘notícia falsa’. No momento em que recorrem a esse argumento é porque já perderam todos os outros." Em um artigo publicado pela Mondoweiss, Jonathan Cook argumentou que "Pallywood" era uma desculpa conveniente usada por israelenses para descartar evidências filmadas de brutalidade cometida por seus soldados.